# Кундухов, Мусса Азаматович
Мусса (Муса) Азаматович Кундухов (1890, Старая Саниба, Российская империя — 3 августа 1931, Цоцин-Юрт, РСФСР) — революционный деятель начала XX века, народный комиссар продовольствия Дагестанской АССР, 6-й ответственный секретарь Дагестанского областного комитета РКП(б).

## Биография
Кундухов родился в 1890 году в селе Старая Саниба, Владикавказского округа Терской области в семье терских казаков-осетин Азамата и Меретхан Кундуховых. Обучался во Владикавказском реальном училище, затем в Московском Константиновском межевом институте из которого был исключен за революционную деятельность. После Октябрьской революции 1917 года вернулся на Кавказ. В период Гражданской войны проводил работу по объединению и вооружению краснопартизанских отрядов в Дагестане и Чечне, вел активную деятельность по борьбе с войсками Деникина и имама Гоцинского. Позже назначается военкомом Андийского округа.

С апреля 1920 г. — председатель Хасавюртовского Окружкома. С декабря 1922 года — народного комиссара продовольствия Дагестанской АССР.

С 1923—1925 — зав, агитационно-пропагандиским отделом
С февраля по апрель 1924 года — ответ. секретарь Дагестанского областного комитета РКП(б)

С 1925 по 1929 годы — работал в аппарате Северо-Кавказского Крайкома Партии.

В 1930 году направлен в Чеченскую автономную область в качестве заведующего Культурно-пропагандистским отделом Чеченского областного комитета ВКП(б).

3 августа 1931 года убит в ауле Цоцин-Юрт в столкновении с бандой кулаков. Был похоронен в братской могиле в сквере Комсомольский города Грозный (ныне сквер перед мечетью «Сердце Чечни»).

## Награды
Приказом РВСР № 76 за выдающиеся заслуги и геройство, проявленное в боях за крепость Хунзах, в 1923 году (по другим данным 1920) награждён Орденом Красного Знамени.

## Память
В честь Кундухова М. А. названы улицы в городах: Махачкала, Грозный, Гудермес.